# Hans Wassermann
Hans Wassermann (* 1. September 1953 in Kraftisried) ist ein ehemaliger deutscher Speedway- und Langbahn-Rennfahrer, der 1978 infolge eines Rennunfalls seine Karriere beenden musste.

## Karriere
Wassermann begann seine Karriere 1971 beim Speedway in Krumbach und stieg 1974 in die internationale Klasse auf.
1975, 1976 und 1977 qualifizierte sich Wassermann jeweils für das Langbahn-WM-Finale und belegte 1977 mit Egon Müller beim Best-Pairs WM-Finale in Manchester den 3. Platz und holten somit die bis heute einzige Medaille für Deutschland in diesem Speedway-Wettbewerb.
1977 und 1978 hatte Hans Wassermann auch einen Profivertrag in der britischen Liga bei Reading und erfuhr beachtliche Erfolge.
Seinen größten Erfolg hatte er im Jahr 1978, was auch gleichzeitig Wassermanns Schicksals-Saison wurde. Er hatte sich als Gewinner des Kontinental-Finals 1978 in Prag für das Speedway-Einzel WM-Finale im Wembley-Stadion London qualifiziert, hatte jedoch vier Wochen davor einen Unfall bei einem Ligarennen in England, nach dem er eine Zeit lang gelähmt war und nicht laufen konnte.
Sein Gesundheitszustand besserte sich und Wassermann konnte in den 80er Jahren den deutschen Nachwuchs trainieren. Unter anderem erlernte der spätere Weltmeister Gerd Riss bei Hans Wassermann das Speedwayfahren.
Vor allem britische Speedway-Experten hielten Hans Wassermann für den fahrerisch und stilistisch besten deutschen Fahrer aller Zeiten.

## Erfolge
Einzel
- Speedway-Einzel-WM-Finalist 1978
- Langbahn-WM Finalist 1975, 1976 und 1977

Team
- Best-Pairs WM: 3. Platz 1977  mit Egon Müller
- Bundesliga: MC Krumbach
- Britische Liga: Reading

## Persönliches
Nach seinem Rennunfall stand Wassermann dem deutschen Bahnrennsport-Nachwuchs mit Rat und Tat zur Seite. Unter anderem war er der Mentor und Entdecker des späteren deutschen Multi-Weltmeisters Gerd Riss.